# 中央統計局 (アイルランド)
中央統計局（ちゅうおうとうけいきょく、アイルランド語: An Phríomh-Oifig Staidrimh、英語: Central Statistics Office、CSO）は、アイルランドにおける経済や社会、一般的な活動や状況に関する情報収集、特に5年に1度実施される国勢調査を管轄する統計機関である。アイルランドの首相に対して責任を負っている。本部はコークにある。

## 沿革
中央統計局は、いくつにも分かれていた国の統計の収集を管轄する官庁の数を減らすために、制定法上は、1993年統計法（An tAcht Staidrimh, 1993）に基づいて設置された。
中央統計局は、独立した特定の目的を有する部局として、1949年6月から首相府内に設置されており、特に、アイルランドがECに加盟した1973年から数十年でその業務は非常に増加していた。1949年の改組以前は、統計は、1922年にアイルランド自由国に置かれた商工省の統計部門によって集計されていた。この統計部門は、王立アイルランド警察隊によって最初の包括的な国勢調査が始められた1841年以降、アイルランドに存在していた統計に関する多くの組織を合併した。

## 局長
現在の中央統計局長は、Pádraig Daltonである。

## 家計消費調査
2013年、欧州中央銀行のHFCS scheme/networkの一員であるアイルランド中央銀行に代わって、中央統計局により、アイルランドで最初の家計消費調査（HFCS）が行われた。